# Šator
Šator je horský masiv na západě Bosny a Hercegoviny která od sebe odděluje Livanjské a Glamočské polje. Nejvyšší vrch masivu se stejným názvem dosahuje nadmořské výšky 1875 m n. m. Pod nejvyšším vrcholem se nachází známé Šatorské jezero s horským hotelem; Šator je populárním turistickým cílem. Nachází se 25 km západně od města Glamoč, východně od měst Bosansko Grahovo (19 km) a Drvar (29 km). Jižně od Šatoru se nachází horský masiv Jadovnik, severozápadně pohoří Staretina a Velika Golija.
Šator získal svůj název podle svého jehlanovitého tvaru a bílých vápencových skal připomínajících stan (bosensky šator). Vedle Velkého Šatoru se nachází i několik dalších vrcholů, např. Babina greda (1862 m n. m.), Mali Šator (1768 m n. m.) a Velika Lisina (1701 m n. m.) V podhůří Šatoru se nacházejí vesnice Preodac, Tičevo a Rore.
Horský masiv se nachází v přímořské oblasti Bosny a Hercegoviny; do této kategorie pohoří ji zařadil již geograf Jovan Cvijić, a to spolu s pohořími/horskými masivy Cincar, Vitogora, Raduša, Osječnica, Klekovača, Grmeč, Prenj, Velež apod. Nachází se v krasové oblasti, stejně jako horské masivy v oblasti od pohoří Osječnica až Velež. Vyskytují se zde různé závrty, jeskyně a další krasové formace. Geologický průzkum podloží Šatoru nebyl dosud proveden.[zdroj?] Řada původních jeskyň se vlivem geologických procesů v Šatoru zhroutila. Dodnes je nejznámější a dobře dochovaná tzv. Međugorská jeskyně.
Je orientován stejně, jako další celky Dinárských Alp paralelně s pobřežím Jaderského moře. Ve svém nejdelším místě má 26 délku 26 km, nejširší je ve své centrální části, a to 11 km. Jižní svahy Šatoru jsou zatravněné, zatímco severní tvoří příkré kamenné srázy nad údolím řeky Unac. Ve vyšších polohách roste kleč.
Historicky se obyvatelstvo okolních vesnic věnovalo pastevectví na loukách Šatoru, nicméně v 20. století v souvislosti s ekonomickým rozvojem a urbanizací země význam tohoto způsobu obživy poklesl.